# Майкл Чіміно
Майкл Чіміно (англ. Michael Cimino, нар. 3 лютого 1939 — пом. 2 липня 2016) — американський кінорежисер, сценарист та продюсер. Лауреат премії «Оскар», більше відомий як режисер картини «Мисливець на оленів».

## Біографія
Народився 3 лютого 1939 року (за іншими даними 16 листопада 1943 року) в Нью-Йорку. Закінчив Єльський університет, після чого працював у телерекламі. Свою кар'єру в кінематографі почав з написання сценаріїв (фантастична стрічка «Мовчазний біг» Дугласа Трамбалла). Першою його помітною роботою став фільм «Громобій та Швидконіжка» (1974), в якому зіграв Клінт Іствуд.
Через чотири роки Чіміно зняв картину про в'єтнамську війну «Мисливець на оленів», що стала його найбільшим успіхом. У фільмі зіграли Роберт Де Ніро та Крістофер Вокен. «Мисливець на оленів» отримав п'ять «Оскарів» (включаючи номінації за найкращий фільм та найкращу режисуру), а самому Чіміно компанія «United Artists» надала фінансову можливість почати роботу над наступним фільмом, яким став вестерн «Ворота раю».
Однак «Ворота раю» 1981 року з дуже великим на ті часи бюджетом в 40 млн доларів зазнала катастрофічного провалу. Це призвело до банкрутства «United Artists» та серйозно похитнуло репутацію Чіміно.
В 1980-х режисер поставив бойовики «Рік дракона» (1985) з Мікі Рурком у головній ролі й «Сицилієць» (1987) за романом Маріо П'юзо, де грав Крістофер Ламберт. 1990 року вийшов римейк однойменного фільму Вільяма Вайлера «Години відчаю», в якому знялися Мікі Рурк і Ентоні Гопкінс. 1996 року режисер зняв гостросюжетну драму «Ловець сонця».
2007 року короткометражна стрічка Чіміно «Переклад не потрібний» увійшла до складу кіноальманаху «У кожного своє кіно».

## Фільмографія

### Режисер
- 1974 — «Громила і Стрибунець» / Thunderbolt and Lightfoot
- 1978 — «Мисливець на оленів» / The Deer Hunter
- 1980 — «Брама небесна» / Heaven's Gate
- 1985 — «Рік дракона» / Year of the Dragon
- 1987 — «Сицилієць» (за романом Маріо П'юзо «Сицилієць») / The Sicilian
- 1990 — «Години відчаю» / Desperate Hours
- 1996 — «Ловець сонця» / The Sunchaser
- 2007 — «Переклад не потрібний» (епізод з «У кожного своє кіно») / Chacun son cinema

### Сценарист
- 1972 — «Мовчазна втеча» /Silent Running
- 1973 — «Сила Магнума» /Magnum Force
- 1980 — «Пси війни» /The Dogs of War